# Arna Bontemps
Pour les personnes ayant le même patronyme, voir Bontemps.
Arna Wendell Bontemps (né le 13 octobre 1902 à Alexandria en Louisiane et mort le 4 juin 1973 à Nashville) est un poète et écrivain américain contemporain du mouvement culturel de la Renaissance de Harlem.

## Biographie
Arna Bontemps est né à Alexandria (Louisiane), dans une maison récemment restaurée et transformée en musée (Bontemps African America Museum & Cultural Arts Center). Alors qu'il avait trois ans, sa famille déménagea dans le quartier de Watts, à Los Angeles. Après ses études au Pacific Union College, il s'installa à New York et enseigna à l'académie de Harlem. Il devint alors une des principales figures de la Renaissance de Harlem. Il fut l'auteur de The Story of the Negro (1948) et reçut le Jane Addams Book Award ainsi que le Newbery Honor. Son roman le plus célèbre est sans doute God Sends Sunday (1931).  Il écrivit aussi avec County Cullen une pièce de théâtre intitulée St. Louis Woman.

## Œuvres
- God Sends Sunday, (New York, Harcourt, Brace and Co., 1931)
- Popo and Fifina, Children of Haiti, by Arna Bontemps and Langston Hughes, (New York: Macmillan, 1932)
- You Can’t Pet a Possum, (New York: W. Morrow, 1934)
- Black Thunder, (New York: Macmillan, 1936)
- Sad-faced Boy, (Boston: Houghton Mifflin, 1937)
- Drums at Dusk: a Novel, (New York: Macmillan, 1939)
- Father of the Blues: an Autobiography, by W.C. Handy: edited by Arna Bontemps, (New York: Macmillan, 1957)
- Golden Slippers: an Anthology of Negro Poetry for Young Readers, compiled by Arna Bontemps, (New York: Harper & Row, 1941)
- The Fast Sooner Hound, by Arna Bontemps and Jack Conroy, (Boston: Houghton Mifflin, 1942)
- They Seek a City, (Garden City, New York: Doubleday, Doran and Co., 1945)
- We Have Tomorrow, (Boston: Houghton Mifflin, 1945)
- Slappy Hooper, the Wonderful Sign Painter, by Arna Bontemps and Jack Conroy, (Boston: Houghton Mifflin, 1946)
- Story of the Negro, (New York: Knopf, 1948)
- The Poetry of the Negro, 1746-1949: an anthology, edited by Langston Hughes and Arna Bontemps, (Garden City, NY: Doubleday, 1949)
- George Washington Carver, (Evanston, IL: Row, Peterson, 1950)
- Chariot in the Sky: a Story of the Jubilee Singers, (Philadelphia: Winston, 1951)
- Sam Patch, the High, Wide & Handsome Jumper, by Arna Bontemps and Jack Conroy, (Boston: Houghton Mifflin, 1951)
- The Story of George Washington Carver, (New York: Grosset & Dunlap, 1954)
- Lonesome Boy, (Boston: Houghton Mifflin, 1955)
- The Book of Negro Folklore, edited by Langston Hughes and Arna Bontemps, (New York: Dodd, Mead, 1958)
- Frederick Douglass: Slave, Fighter, Freeman, (New York: Knopf, 1959)
- 100 Years of Negro Freedom, (New York: Dodd, Mead, 1961)
- American Negro Poetry, edited and with an introduction by Arna Bontemps, (New York: Hill and Wang, 1963)
- Personals, (London: P. Breman, 1963)
- Famous Negro Athletes, (New York: Dodd, Mead, 1964)
- Great Slave Narratives, (Boston: Beacon Press, 1969)
- Hold Fast to Dreams: Poems Old and New Selected by Arna Bontemps, (Chicago: Follett, 1969)
- Mr. Kelso’s Lion, (Philadelphia: Lippincott, 1970)
- Free at Last: the Life of Frederick Douglass, (New York: Dodd, Mead, 1971)
- The Harlem Renaissance Remembered: Essays, Edited, With a Memoir, (New York: Dodd, Mead, 1972)
- Young Booker: Booker T. Washington’s Early Days, (New York, Dodd, Mead, 1972)
- The Old South: "A Summer Tragedy" and Other Stories of the Thirties, (New York: Dodd, Mead, 1973)